# Västmanlands runinskrifter 2
Runinskrift Vs 2 är en ornamental bildsten som jämte en runsten med signum Vs 1, står på Stora Rytterns ödekyrkogård i Rytterne socken, Västerås och Snevringe härad i Västmanland.

## Stenen
Stenen är av grå granit och dess runristade parsten är placerad strax bredvid. De står på en gräsbevuxen plan yta med några lummiga träd på gamla kyrkogården och intill kyrkoruinen. Bakom löper en lång stenmur och bortom denna vidtar ett öppet landskap som slutar vid Mälarens forna och vältrafikerade vattenvägar. 
Den nu raserade kyrkan byggdes på 1100-talet och möjligen stod de båda stenarna här redan då. De hade skapats ett sekel tidigare under 1000-talets första hälft, vilket inföll i vikingatidens slutskede och innan medeltiden tog sin början. 
Stenens motiv som består av ett skickligt ornerat och estetiskt ringkors med ovanlig flätning går i Ringerikestil: Pr2, vilket daterar den till tidsskedet 1010-1050. Runristaren har av stilen att döma varit densamme som ristade runstenen Vs 1.

## Se även

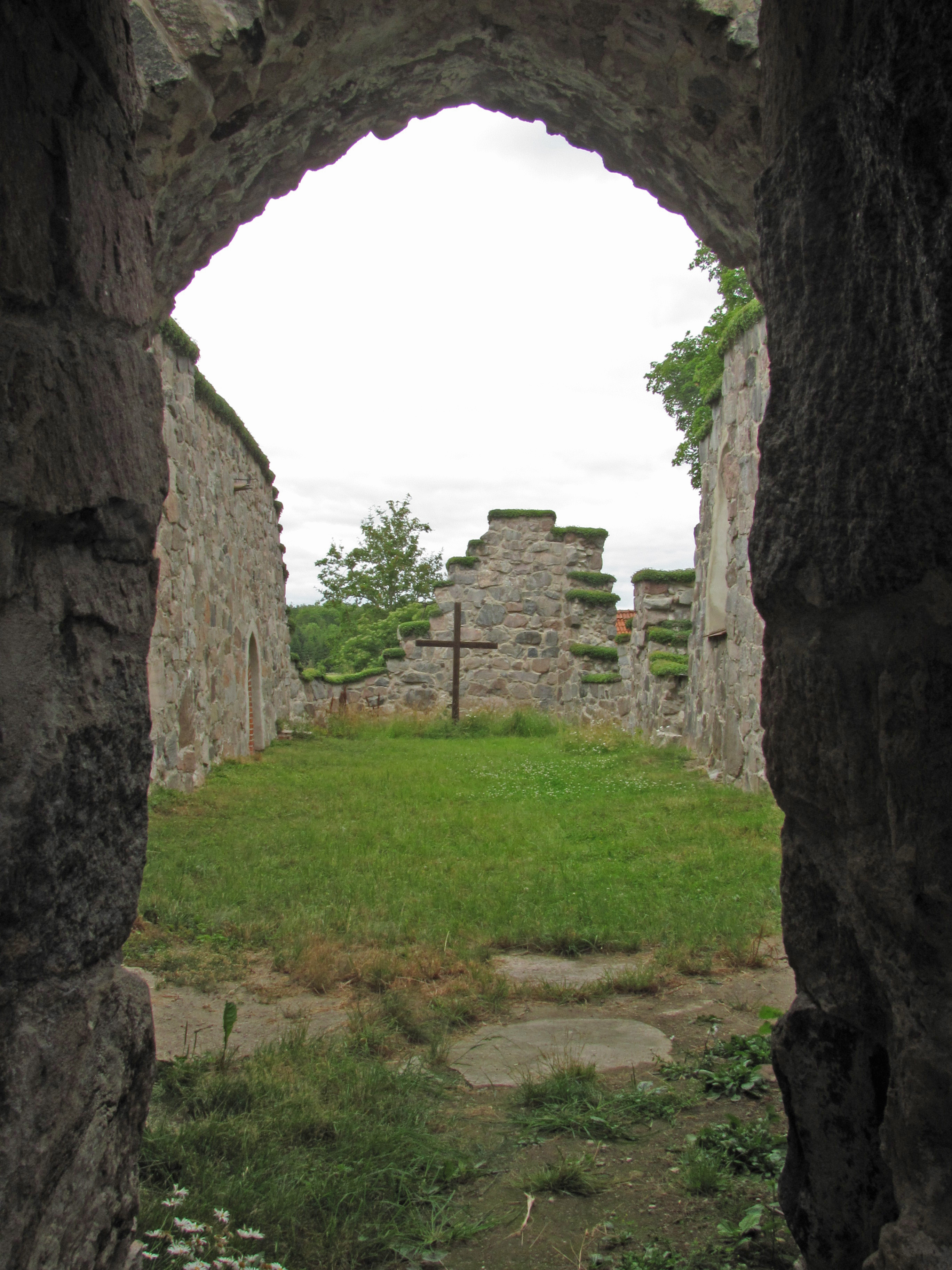
Kyrkoruinen där stenarna står.